# Territoriaal Regiment Lansiers
Het Territoriaal Regiment Lansiers was een regiment van het Intermachten Territoriaal Commando van de Belgische defensiemacht.
In 1995 werd, ten gevolge van de herstructurering van de Krijgsmacht, het Intermachten Territoriaal Commando (ITC) opgericht. Hieruit ontstaan ook de Territoriale Regimenten, in iedere provincie wordt een reservebataljon opgericht. In Limburg wordt het Territoriaal Regiment Lansiers opgericht, het krijgt de Standaard en Tradities van het 5 Regiment Lansiers. Het regiment zal gedurende zijn bestaan voornamelijk reserveonderofficieren en -officieren oproepen. Soldaten en korporaals nemen doorgaans geen deel aan de trainingsperiodes. Het regiment bestaat volledig uit reservisten en had als samenstelling: 
1 Stafcompagnie (St&D Cie), 3 Infanteriecompagnies (A Cie - B Cie & C Cie), 1 Verkenningseskadron (D-Esk).

## Geschiedenis

### Voorgeschiedenis
De Militaire Verdediging van het Grondgebied, kortweg MVG genoemd, wordt provinciaal gestructureerd in 1973 en valt onder het commando van de Binnenlandse Strijdkrachten. In functie van het aantal te beveiligen punten (wegenknooppunten, bruggen, etc) en de lengte van de communicatielijnen (spoorwegen, snelwegen, kanalen, etc.) werden er aan de provincies verschillende types van reserve-eenheden toegewezen. Zo werden de infanteriecompagnies voornamelijk ingezet om belangrijke punten te beveiligen en het bewaken van de verbindingswegen kwam hoofdzakelijk toe aan de verkenningseskadrons. Aan de provincie Limburg wordt er één regimentsstaf, twee tactische bataljonsstaven en negen onafhankelijke eenheden: zeven compagnies en twee eskadrons toegewezen. Onder het 7de Provinciale Regiment (een reserve-eenheid) ressorteren de tactische bataljonsstaven: “11de Linie” en “5de Jagers te Paard”. De onafhankelijke eenheden op dat ogenblik zijn de lichte Infanteriecompagnies 711 en 712, de Wachtcompagnies 721, 722 en 723, de Paracompagnie 731, de lichte Verkenningseskadrons 741 en 742 en de Dienstencompagnie 751. In 1987 worden de verschillende compagnies en eskadrons opgeroepen met manschappen. Eén jaar later, in 1988, wordt er aan gedacht om de Provinciale Regimenten om te vormen tot Provinciale Bataljons. Het duurt echter tot begin 1995, tot na het oprichten van het Intermachten Territoriaal Commando (ITC), eer men tot een definitief besluit komt.

### Vorming, structuur en commando
Volgens een behoeftestudie, dient de provincie Limburg te beschikken over drie compagnies en één eskadron om de Militaire Verdediging van het Grondgebied te kunnen realiseren. Het Limburgse Bataljon bestaat uit één Staf, drie lichte infanteriecompagnies en één licht verkenningseskadron. Kolonel Stafbrevethouder (Reserve) Bunckens, Regimentscommandant op dat ogenblik, wordt aangezocht om deze omvorming te begeleiden tot de aanduiding van de eerste bataljonscommandant. Een Bataljon zonder naam, zonder embleem en bijgevolg zonder tradities heeft niet veel om zich aan op te trekken. Daarom wordt er beslist om aan elk Provinciaal Bataljon het embleem toe te kennen van een ontbonden eenheid. Het merendeel van de bataljons krijgen het Vaandel van een ontbonden infanterieregiment toegewezen. Voor het Provinciaal Bataljon Brabant en Limburg wordt het de Standaard van een ontbonden cavalerieregiment. Bij de officiële afschaffing van het 7de Provinciaal Regiment en de officiële oprichting van het Bataljon Militaire Verdediging van het Grondgebied – Provincie Limburg op 01 juli 1995, wordt de benaming: “ Territoriaal Regiment der Lansiers (Ter Regt L) “ met de Standaard en de Tradities van het “5de Regiment Lansiers” toegekend.

### Een nieuwe start
De overdracht van de Emblemen gebeurt te Peutie op 23 juni 1995 door de toenmalige Stafchef van het Leger (JS), Luitenant-generaal Charlier. Voor het Provinciaal Bataljon Limburg neemt Kapitein-commandant (Reserve) Lenaerts de Standaard van het “5de Regiment Lansiers” in ontvangst in het bijzijn van Luitenant-kolonel (Reserve) DHooghe, oud Korpscommandant van het in 1995 ontbonden 5de Jagers te Paard. Hij zal het Regiment doorheen zijn eerste jaar leiden, om het dan op 1 november 1995 over te dragen aan Luitenant-kolonel (Reserve) Michel Vanuytrecht, waarna het definitief uit de startblokken schiet. De eerste echte activiteit van het Regiment vindt plaats in april 1997, wanneer het tijdens de jaarlijkse Sint-Jorisviering in de Pantsercavalerieschool te Leopoldsburg voor de eerste maal een detachement afvaardigt. Het Territoriaal Regiment Lansiers werkt zich zo in de kijker dat ze jaar na jaar opnieuw uitgenodigd wordt voor deze viering. In dat zelfde jaar wordt er ook gestart met de IKWO’s (Individuele Kader Wederoproepingen) en wordt er een afvaardiging gestuurd naar Halen, ter gelegenheid van de herdenkingsplechtigheid van de “Slag der Zilveren Helmen”. Deze afvaardiging legt de basis voor een jaarlijks wederkerende ceremonie aan het monument van het 5de Lansiers te Halen. Zowel de herdenkingsplechtigheid te Halen als de Sint-Jorisviering te Leopoldsburg, zullen een steeds wederkerende activiteit zijn op de kalender van het Regiment. Telkens wordt er een volledig detachement met Standaard afgevaardigd, dit om de tradities van het 5de Regiment Lansiers te eren.
Op 15 oktober 1998 wordt te Leopoldsburg in de Pantsercavalerieschool – Regiment Gidsen , onder het voorzitterschap van Luitenant-generaal Y. Brunin (Commandant van het Intermachten Territoriaal Commando en Deken van het Pantserwapen), het bevel overgedragen aan Luitenant-kolonel (Reserve) R. Convens. In het jaar 1999 wordt het Regiment voor het eerst gevraagd om deel te nemen aan de Nationale Défilé te Brussel. Het Territoriaal Regiment Lansiers kwijt zich zo goed van zijn taak, dat het ook in 2001, 2002 en 2003 mag terugkeren. In het najaar van 1998 worden grote delen van België (vijf provincies) getroffen door overstromingen. De regio Diest-Halen wordt o.a. uitgeroepen tot rampgebied. Niet alleen bij de overstroming zelf, maar ook achteraf worden, op vraag van de Gouverneur, militairen ingezet. Zo worden leden van het Territoriaal Regiment Lansiers ingezet in het voorjaar van 1999 om te helpen bij het opmaken van de schadedossiers, in de gemeente Halen. In het jaar 2000 zijn er niet enkel Individuele Kader Wederoproepingen, maar zendt het Regiment ook zijn officieren en onderofficieren uit. Tal van onze Lansiers nemen deel aan oefeningen van actieve eenheden, voornamelijk in een ondersteunende rol, bvb. te Otterburn in Schotland voor het 1ste Para en te Bergen-Höhne in Duitsland voor de Pantsercavalerieschool – Regiment Gidsen. Ook spelen onze Lansiers een belangrijke rol in zowel nationale - als internationale militaire (sport)wedstrijden. Dit zowel als deelnemer en/of als organisator (Cross ITC – AESOR – CIOR – Dwars door Hasselt – IMCL, etc.) Op 22 december 2000 geeft Luitenant-kolonel (Reserve) R. Convens de fakkel door aan Luitenant-kolonel (Reserve) Ludo Schaeken. Ook ditmaal met een parade te Leopoldsburg onder het voorzitterschap van Luitenant-generaal Van Remoortel, Commandant van het Intermachten Territoriaal Commando. Luitenant-kolonel Schaeken, spoort zijn Lansiers aan om het niet te laten bij de IKWO’s, maar ook deel te nemen aan andere oefeningen. Zo neemt het Regiment in 2001 voor de eerste maal deel aan de syntheseoefening BELUKOS 6 Het viel er zo in de kijker, door professionalisme en motivatie, dat ze opnieuw gevraagd werden als “Role-Players” voor: BELUKOS 7, BELUROKOS 9, BELUROKOS 10, BELUKOS 13 en BELUKOS 16. 

Op 29 november 2002 neemt, wegens het bereiken van de pensioenleeftijd, de Korpsadjudant Adjudant-chef (Reserve) R. Vlaeminck afscheid van het Regiment. Zijn opvolger wordt Adjudant (Reserve) J. Geerts. Wederom wordt dit gedaan met een parade te Leopoldsburg in de Pantsercavalerieschool – Regiment Gidsen.
2004 wordt het jaar van de laatste grote wederoproeping. De aangekondigde besparingen en vermindering van de Reserve begint zich te manifesteren. Maar het is ook het jaar waarin tal van steden en gemeenten de “60-jarige Bevrijding” vieren. Ook het Territoriaal Regiment Lansiers draagt hiertoe een steentje bij. De vieringen te Hasselt en Hamont-Achel worden opgeluisterd door een afvaardiging van het Regiment. In het najaar 2005 valt het doek over het Territoriaal Regiment Lansiers. Op datum van 25 oktober 2005 overhandigt Luitenant-kolonel (Reserve) Ludo Schaeken, in aanwezigheid van het voltallige Regiment, de Standaard aan Kolonel Stafbrevethouder Joris (Provinciecommandant). Sindsdien verblijft de Standaard van het 5de Regiment Lansiers op het Provinciecommando te Hasselt en zijn alle Lansiers overgegaan naar de Staf Provincie Limburg. Zowel de “oud-Lansiers” als de Standaard 5de Regiment Lansiers hebben een onderdak gevonden in het Defensiehuis van Limburg. De nabije toekomst zal duidelijk maken of de Staf Provincie Limburg de tradities van 5de Regiment Lansiers (mag) zal verderzetten. Zodat de leuze: “AB ORIGINE FORTIS” (“Moedig/Sterk ... vanaf het begin”) weer over de Limburgse velden zal klinken.
Op datum van 25 april 2007, wordt de Standaard overhandigd aan het Departement Vorming Cavalerie te Leopoldsburg.
In 2012 fusioneren de Infanterie- en de Cavalerie-eenheden in de medium bataljons. Vanaf dan is ook de vorming Infanterie en Cavalerie gegroepeerd in het nieuwe Departement Manoeuvre in Stockem en Leopoldsburg. Dit departement neemt bij zijn ontstaan de Standaard en de tradities over van het Regiment Gidsen.
De Standaard van het 5 Lansiers verhuist dan, net als alle Standaarden van de Territoriale Regimenten, naar het Legermuseum te Brussel - KLM.